# Мелидиш
Мели́диш (порт. Melides) — район (фрегезия) в Португалии, входит в округ Сетубал. Является составной частью муниципалитета  Грандола. По старому административному делению входил в провинцию Байшу-Алентежу. Входит в экономико-статистический субрегион Алентежу-Литорал, который входит в Алентежу. Население составляет 1789 человек на 2001 год. Занимает площадь 162,70 км².
Покровителем района считается Дева Мария (порт. Nossa Senhora do Rosário).